# Rohozec (okres Kutná Hora)
Rohozec (německy Rohosetz) je obec v okrese Kutná Hora ve Středočeském kraji. Žije v něm 315 obyvatel. Ve vzdálenosti sedm kilometrů leží jižně město Čáslav, osm kilometrů západně město Kutná Hora, čtrnáct kilometrů severozápadně město Kolín a patnáct kilometrů severovýchodně město Přelouč. Východně od Rohozce protéká říčka Brslenka.

## Historie
První písemná zmínka o obci pochází z roku 1407.
V obci Rohozec (560 obyvatel) byly v roce 1932 evidovány tyto živnosti a obchody: 2 hostince, kolář, 2 kováři, krejčí, obuvník, 2 obchody s lahvovým pivem, 4 rolníci, řezník, 2 obchody se smíšeným zbožím, spořitelní a záložní spolek v Rohozci, 2 trafiky.

## Obyvatelstvo
| Rok            | 1869 | 1880 | 1890 | 1900 | 1910 | 1921 | 1930 | 1950 | 1961 | 1970 | 1980 | 1991 | 2001 | 2011 | 2021 |
| -------------- | ---- | ---- | ---- | ---- | ---- | ---- | ---- | ---- | ---- | ---- | ---- | ---- | ---- | ---- | ---- |
| Počet obyvatel | 485  | 567  | 577  | 515  | 538  | 551  | 475  | 376  | 323  | 295  | 283  | 242  | 256  | 284  | 336  |
| Počet domů     | 74   | 79   | 77   | 79   | 86   | 94   | 104  | 110  | 100  | 98   | 93   | 102  | 123  | 134  | 144  |

## Obecní správa

### Územněsprávní začlenění
Dějiny územněsprávního začleňování zahrnují období od roku 1850 do současnosti. V chronologickém přehledu je uvedena územně administrativní příslušnost obce (osady) v roce, kdy ke změně došlo:
- 1850 země česká, kraj Pardubice, politický okres Kutná Hora, soudní okres Čáslav[7]
- 1855 země česká, kraj Čáslav, soudní okres Čáslav
- 1868 země česká, politický i soudní okres Čáslav
- 1939 země česká, Oberlandrat Kolín, politický i soudní okres Čáslav[8]
- 1942 země česká, Oberlandrat Praha, politický i soudní okres Čáslav[9]
- 1945 země česká, správní i soudní okres Čáslav[10]
- 1949 Pardubický kraj, okres Čáslav[11]
- 1960 Středočeský kraj, okres Kutná Hora, obec Svatý Mikuláš[12]
- k 1. ledna 1993 Středočeský kraj, okres Kutná Hora[12]
- 2003 Středočeský kraj, obec s rozšířenou působností Čáslav

### Obecní symboly
Znak a vlajka byly obci uděleny rozhodnutím předsedy Poslanecké sněmovny Parlamentu České republiky dne 12. května 2016.

## Doprava
Dopravní síť
- Pozemní komunikace – Do obce vedou silnice III. třídy. Ve vzdálenosti dva kilometry lze najet na silnici II/338 silnice I/2 – Žehušice – Čáslav.

- Železnice – Železniční trať ani stanice na území obce nejsou.

- Letiště – V obci je neveřejná plocha pro ultralehká letadla a letecké modeláře [14]

Veřejná doprava 2011
- Autobusová doprava – Z obce jezdily v pracovní dny autobusové linky do Čáslavi, Chvaletic, Kutné Hory, Semtěše, Týnce nad Labem a Vrdů (dopravce Veolia Transport Východní Čechy, a. s.). O víkendu byla obec bez dopravní obsluhy.

## Pamětihodnosti
- Kostel svaté Máří Magdalény
- Výklenková kaplička
- Pomník obětem první světové války[15]
- jihozápadně od obce se nachází přírodní památka Kamajka

## Galerie

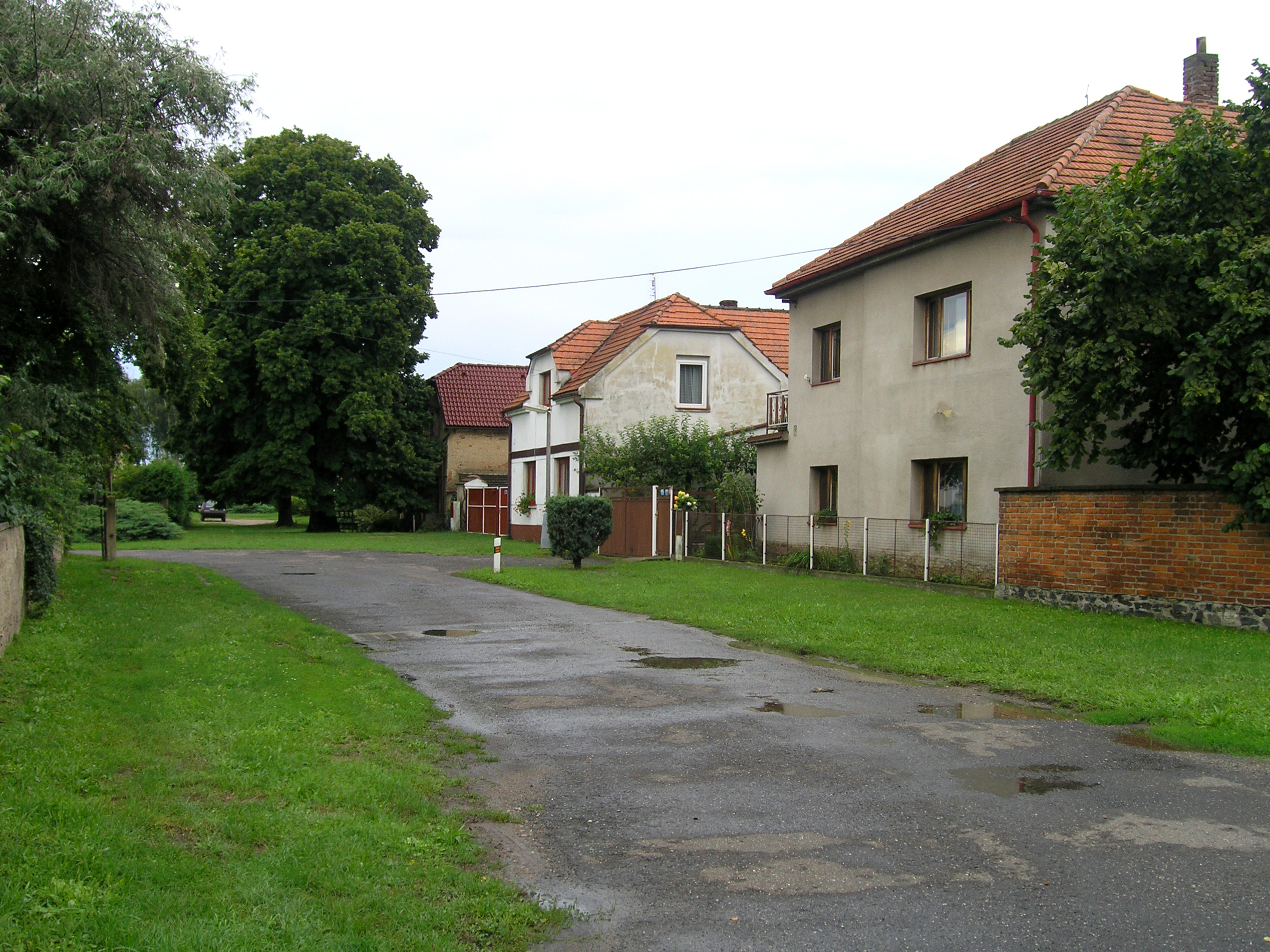
Ulice u kostela
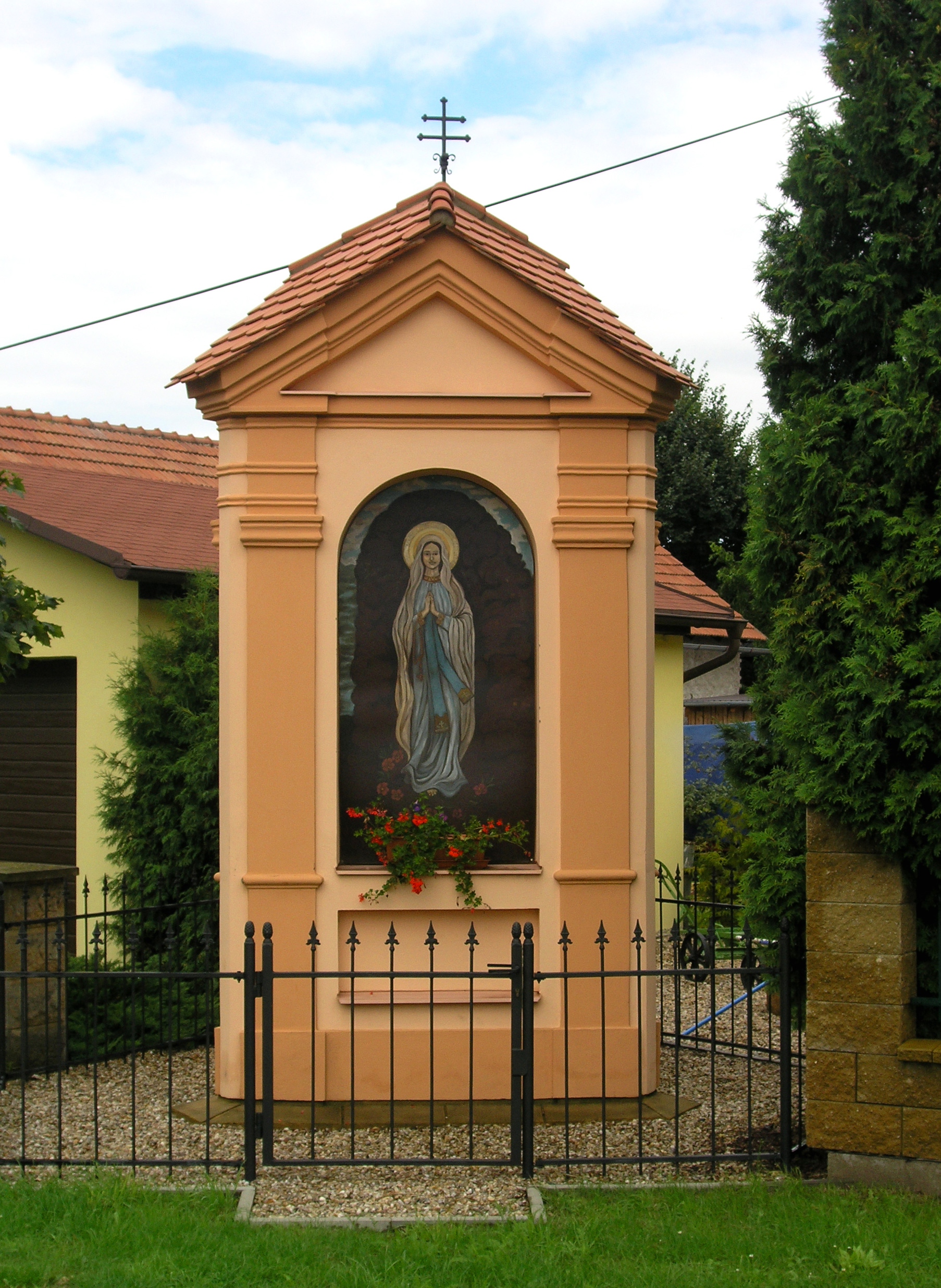
Kaplička na východě obce